# Pooyan
Pooyan is een arcadespel uit 1982. Het werd ontwikkeld door Konami. Naargelang het platform werd het spel uitgebracht door Hudson Soft of Stern. De speler bestuurt "Mama", een zwijn wiens biggen werden ontvoerd door een groep wolven.

## Spelbesturing
Moeder Zeug (Mama) verdedigt haar huis en tracht haar biggen te redden van de wolven die rondzweven met ballonnen. Mama zit in een lift die de speler verticaal kan laten bewegen. Achter de lift is het huis van Mama dat bestaat uit vier etages.

### Wolven uitschakelen
Mama kan de wolven op twee manieren uitschakelen:
- Pijl-en-boog: Met behulp van haar boog kan ze een oneindig aantal pijlen afschieten. Wanneer een pijl een ballon raakt, stort de wolf te pletter neer. Met een pijl kan Mama ten hoogste één ballon raken.
- Vlees: Regelmatig verschijnt er helemaal bovenaan de liftkoker een stuk vlees. Dat stuk vlees kan Mama in een boog gooien over het speloppervlak. Alle wolven die door het vlees worden geraakt, worden uitgeschakeld.

### Eerste level
In het eerste level springen de wolven vanuit een boom die aan de linkerkant van het scherm staat. Het huis van Mama staat aan de rechterkant. De wolven hebben elk een ballon waarmee ze veilig op de grond kunnen landen. Bedoeling is dat Mama met haar pijlen de ballonnen van de wolven stuk schiet. De wolf stort dan te pletter op de grond en is uitgeschakeld. De wolven hebben een metalen staafje dat ze voor hun ballon kunnen houden waarop de pijlen van Mama afketsen. Daarnaast gooien ze rotsblokjes naar Mama. Wanneer Mama geraakt wordt door zo'n rotsblok, sterft ze. Mama kan de rotsblokken met haar pijlen ook vernietigen. Indien een wolf met zijn ballon veilig op de grond landt, dringt hij het huis van Mama binnen en zet zich op een van de etages. Daar hapt hij met zijn muil regelmatig naar buiten. Als Mama net op dat ogenblik die etage passeert, wordt ze doodgebeten. Ergens op het scherm staat een indicatie hoeveel wolven Mama dient neer te schieten.

### Tweede level
In de tweede level komen de wolven van linksonder. Het huis van Mama is nog steeds aan de rechterkant. Bovenaan het scherm is een richel met aan het einde een groot rotsblok. Onderaan stijgen de wolven met hun ballon naar de richel. Bedoeling is nog steeds dat Mama de ballon tracht te raken met haar pijlen zodat de wolf te pletter valt op de grond. Ook nu verdedigen de wolven zich met hun rotsblokjes, maar ze hebben geen metalen staafje. Wanneer de wolf op de richel geraakt, duwt hij tegen het rotsblok waardoor dit ietwat opschuift. Als er zeven wolven boven geraken, valt het rotsblok van de richel op de lift waarin Mama zit waardoor zij sterft. De laatste wolf heeft een speciaal gekleurde ballon en is wel in het bezit van een metalen staafje. Als hij boven geraakt, dient de speler als straf een aantal extra wolven neer te schieten. Op het einde van die strafreeks komt er terug een wolf met zulke speciale ballon.

### Bonuslevel
Na de tweede level volgt een bonusronde waarvan er twee soorten zijn die afwisselend komen.
- Wolven: De wolven dalen in groepjes met een ballon. Mama dient zo veel mogelijk wolven uit te schakelen met vlees. Per wolf die wordt uitgeschakeld, krijgt de speler bonuspunten. Wolven die veilig landen, verlaten enkel het scherm.
- Fruit: In de andere bonusronde staan de wolven aan de linkerkant van het scherm en gooien ze fruit naar de overkant. Mama moet met haar pijlen zo veel mogelijk fruit raken.

Na de bonuslevel herstart het spel, maar worden de levels moeilijker en dienen er meer wolven uitgeschakeld te worden. Ook zullen de wolven nu sterkere ballonnen hebben die men tot drie keer moet raken. Daarnaast zullen er ook ballonnen (zonder wolf) opstijgen waardoor het moeilijker wordt om de achterliggende opstijgende wolven te raken. Ook zullen de wolven vanop de richel stukken fruit laten vallen zodat het moeilijk wordt voor Mama om de ballonnen te raken.

## Muziek
Het spel start met een intro waarin een wolf een big ontvoert. Op de achtergrond hoort men een lied uit "Desecration Rag" van de componist Felix Arndt. Tijdens het spel wordt gebruikgemaakt van "Humoresque" geschreven door Antonín Dvořák. Na de tweede ronde hoort men een stukje van "Oh! Susanna".

## Platforms
| Jaar | Platform                                                       |
| ---- | -------------------------------------------------------------- |
| 1982 | Arcade, Atari 2600                                             |
| 1983 | Atari 8-bit, Casio PV-1000, Commodore 64, Sord M5, TRS-80 CoCo |
| 1984 | Apple II                                                       |
| 1985 | MSX, NES                                                       |
| 2007 | Wii Virtual Console                                            |

Pooyan is ook beschikbaar in de "game room" van de Xbox 360, maar dan zonder muziek.

## Ontvangst
| Beoordeeld door       | Jaar | Platform     | Score |
| --------------------- | ---- | ------------ | ----- |
| The Video Game Critic | 2004 | Atari 8-bit  | 91%   |
| Pixel-Heroes.de       | 2006 | Commodore 64 | 80%   |
| All Game Guide        | 1998 | Arcade       | 60%   |
| HonestGamers          | 2013 | NES          | 60%   |
| TeleMatch             | 1983 | Atari 2600   | 60%   |
| The Video Game Critic | 2006 | Atari 2600   | 0%    |

## Trivia
- In 1983 bracht Ideal een bordspel uit dat een flipperkast-mechanisme gebruikte.
- Het spel Metal Gear Solid: Peace Walker bevat een "Pooyan missie" waarin soldaten dienen neergeschoten te worden die trachten te ontsnappen via ballonnen. De geluidseffecten en achtergrondmuziek komen overeen met het Pooyan-spel.